# フランシスコ・リシ
フランシスコ・リシ（Francisco Rizi de Guevara、1614年4月9日 - 1685年8月2日）はイタリア人画家を父親に持つ、スペイン、バロック時代の画家である。

## 略歴
マドリードで生まれた。父親はイタリア、アンコーナ生まれの画家、アントニオ・リッチ(Antonio Ricci: c.1565-c.1635)で、エル・エスコリアル修道院の装飾画を描くために招かれたフェデリコ・ツッカリとともに1585年にマドリードに移ってきた画家の一人であった。修道院の仕事が終わった後もアントニオ・リッチはスペインに残り、1588年に父親はスペイン女性と結婚した。10人兄弟の末子で、兄に画家で、美術に関する著作もあるフアン・アンドレス・リシ(Juan Andrés Ricci(Rizi): 1600–1681)がいる。イタリア由来の姓、"Ricci"は、よりスペイン語風に"Rizi"と綴られるようになった。
美術はヴィンチェンツォ・カルドゥッチ(スペイン名: ヴィセンテ・カルドゥチョ、1576/1578-1638)に学んだ。カルドゥッチもイタリア出身で、10代の初めにツッカリの助手だった兄とスペインに移ってきて、1609年に国王フェリペ3世の宮廷画家になった人物である。宮廷画家カルドゥッチの弟子であったことから、1638年頃には宮廷の仕事をするようになり、1639年にはマドリードの古いアルカサル（Antiguo Alcázar、1734年に全焼）の黄金の間の装飾画を描いた。
宮廷で開かれる祝祭や演劇の装飾も行い、1649年にフェリペ4世の王妃となったマリアナ・デ・アウストリアがマドリードに到着した時には、アロンソ・カーノやペドロ・デ・ラ・トーレ(Pedro de la Torre)、セバスチャン・デ・エレーラ・バルヌエボといった画家たちと祝祭の装飾の仕事をした。1649年からは宮廷の劇場で背景を描くし、長年にわたって舞台美術監督の役割を務めた。
装飾画家として働く一方、マドリードやトレド周辺の教会の壁画や祭壇画などの宗教画を描く仕事でも評価された。
1656年に公式に国王フェリペ4世の宮廷画家の称号を得て、1661年からはマドリードの王宮に住むことが許された。1659年にはディエゴ・ベラスケス(1599-1660)の指揮下で他の宮廷画家とともに王宮の装飾画を描いた。フアン・カレーニョ・デ・ミランダ(1614-1684)らと宮廷での地位を争った。
1685年にエル・エスコリアル修道院の装飾画の注文をうけ、その仕事をしている時に亡くなり、作品は弟子のクラウディオ・コレリョ(Claudio Coello: 1642-1693)が完成させた。
子供はいなかった。弟子にはフアン・アントニオ・エスカランテ(Juan Antonio Escalante: 1633-1669)やホセ・アントリネス(José Antolínez: 1635-1675)もいた。

## 作品

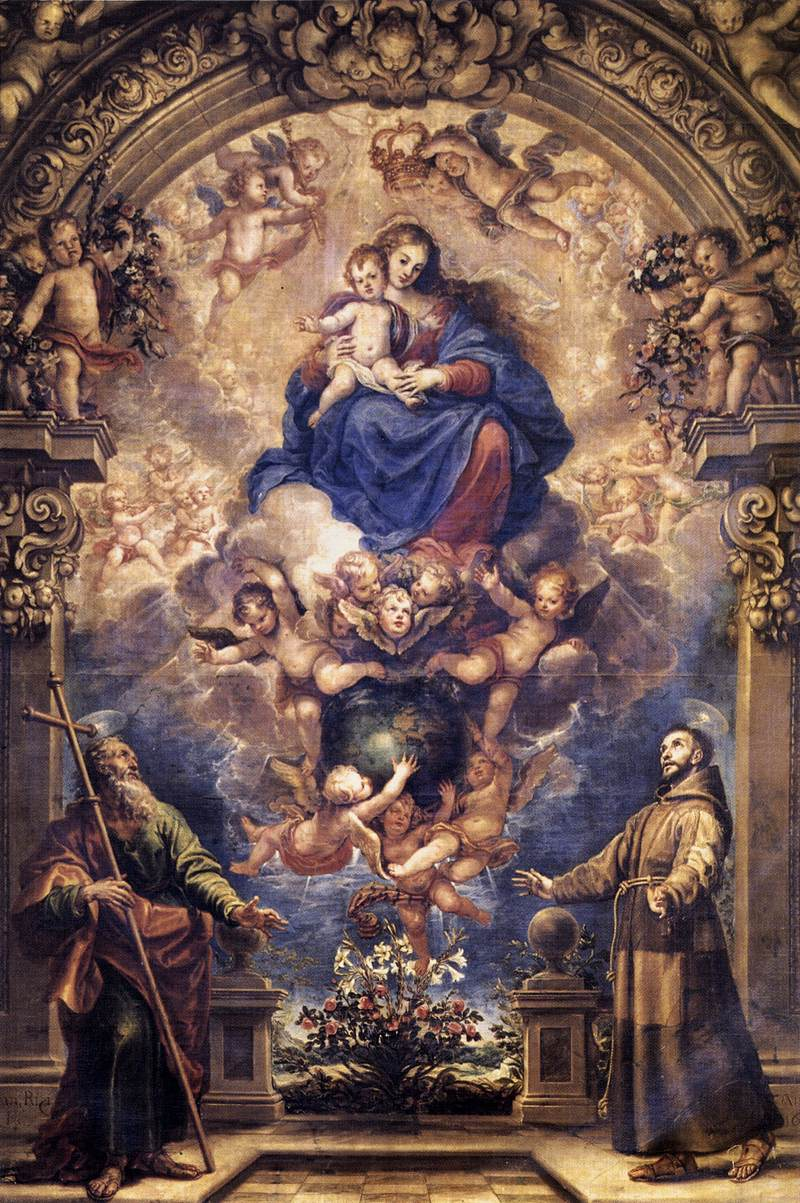
マドリードの修道院(Convento del Santísimo Cristo de El Pardo)の装飾画
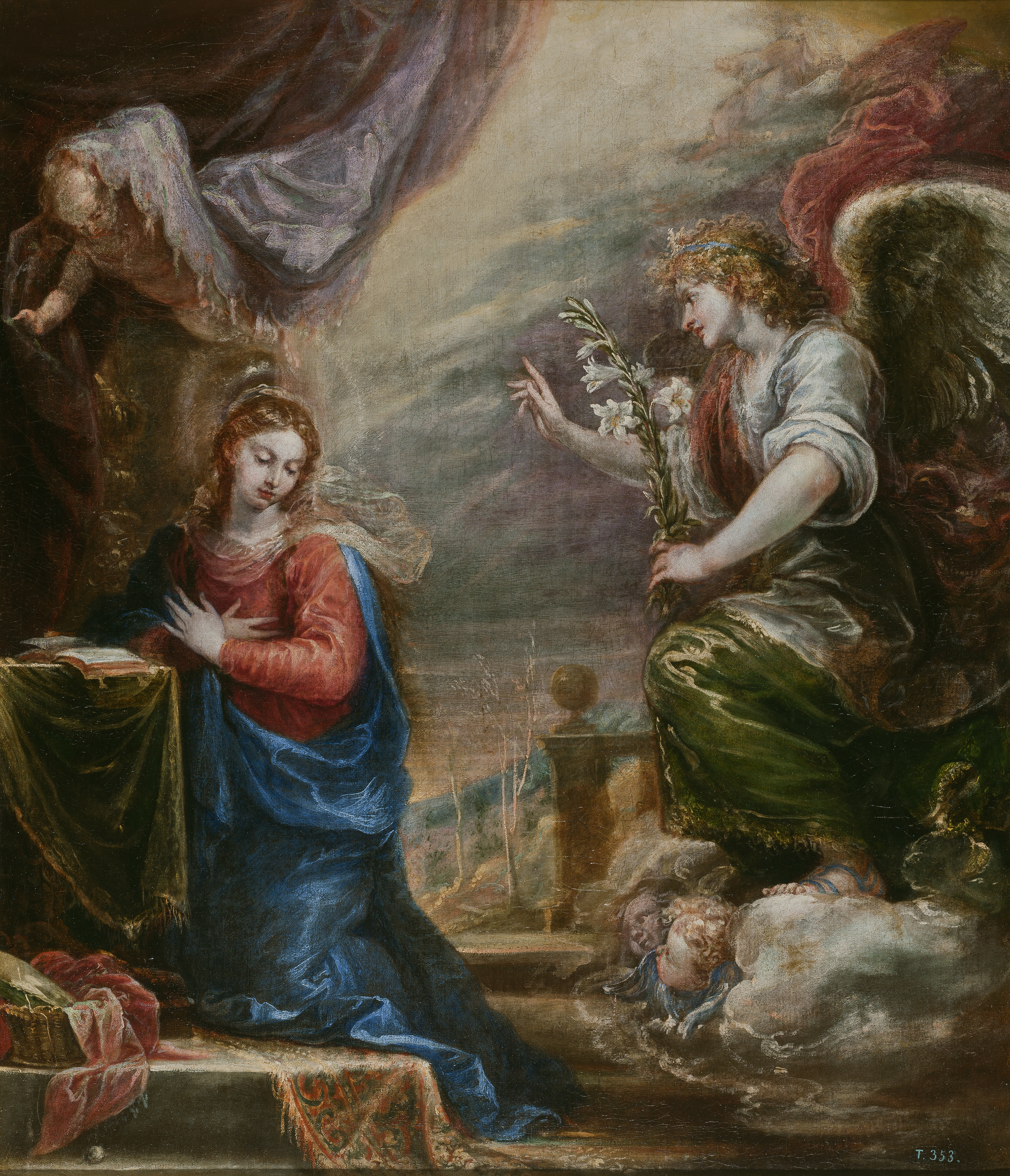
「受胎告知」 プラド美術館蔵
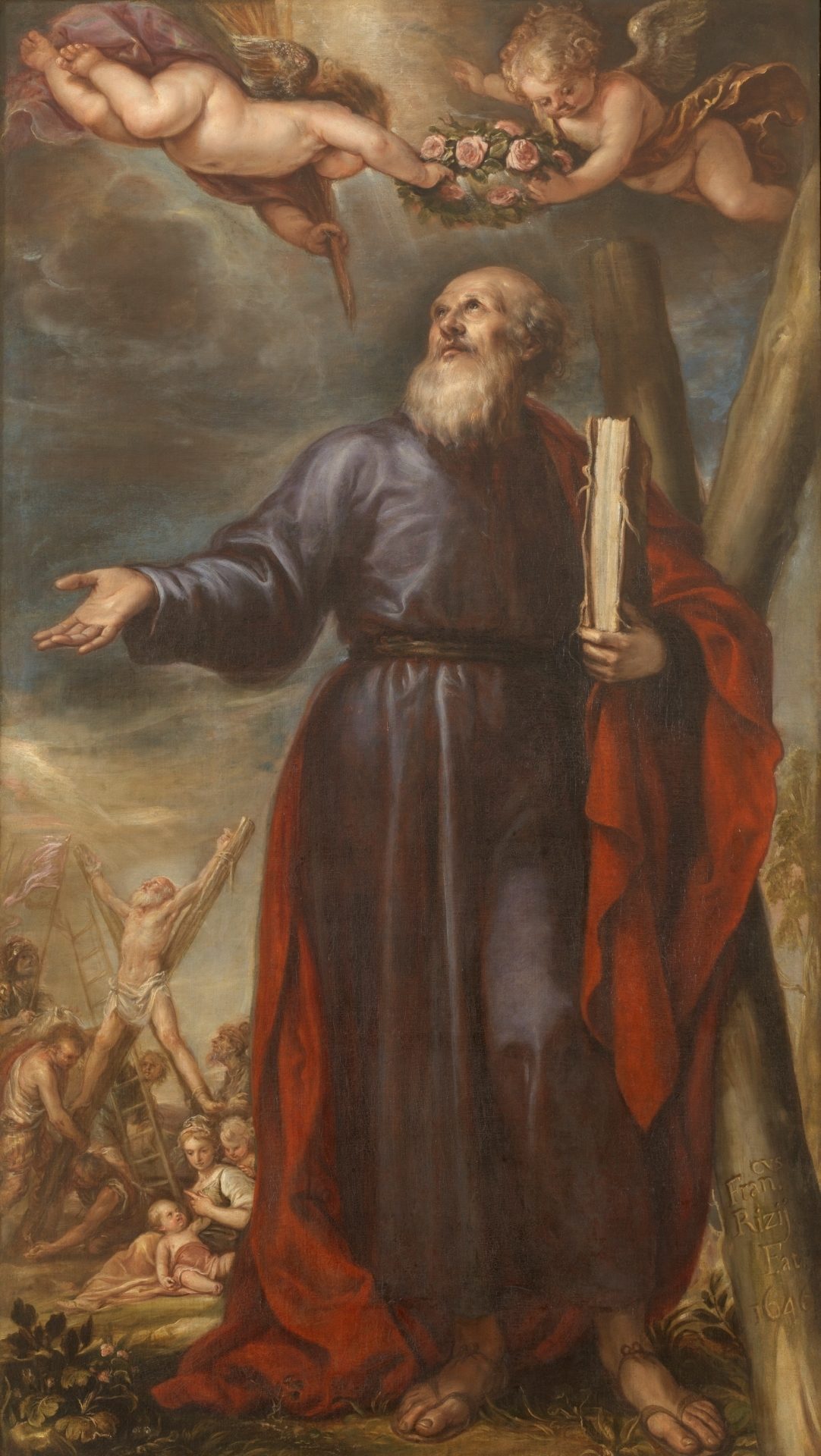
聖アンデレ プラド美術館蔵
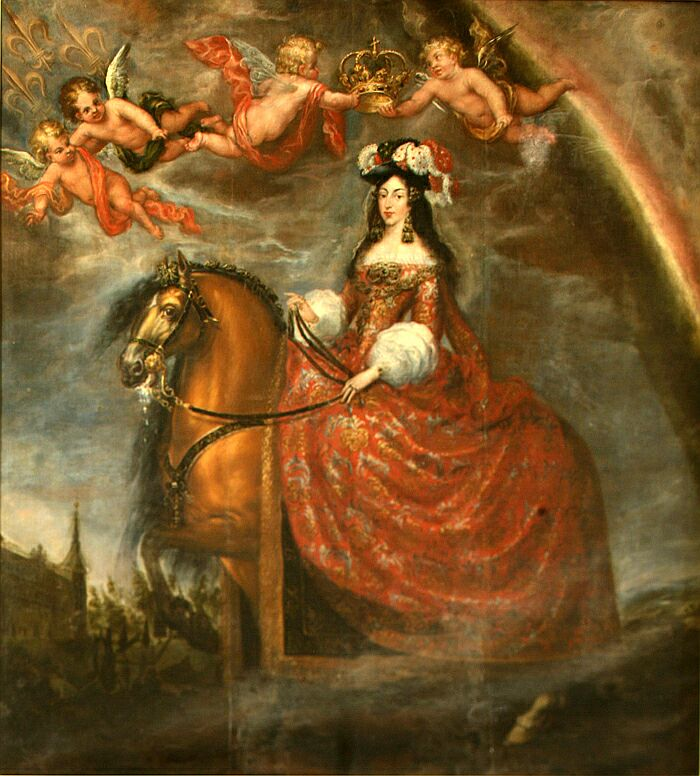
王妃マリー・ルイーズ・ドルレアン トレドの市役所蔵